# Jacek Ostaszewski
Jacek Ostaszewski (ur. 5 maja 1944 w Krakowie) – polski muzyk, kontrabasista, flecista, kompozytor i reżyser teatralny.

## Życiorys
Współzałożyciel (wraz z Markiem Jackowskim) i lider powstałej na początku lat 70. XX wieku grupy Osjan określanej mianem prekursora world music.
Jako muzyk jazzowy współpracował m.in. z Markiem Grechutą i zespołem Anawa, Tomaszem Stańką, Adamem Makowiczem oraz Krzysztofem Komedą i Donem Cherrym.
Komponuje również muzykę teatralną (skomponował muzykę m.in. do spektakli Kalkwerk oraz Lunatycy w reżyserii Krystiana Lupy w Starym Teatrze w Krakowie), baletową oraz filmową. Wykładowca Państwowej Wyższej Szkoły Teatralnej w Krakowie.
Jest synem rzeźbiarza, profesora krakowskiej Akademii Sztuk Pięknych, Tadeusza Ostaszewskiego herbu Ostoja i aktorki Teatru Rapsodycznego w Krakowie, Krystyny z Dębowskich. Ojciec aktorki Mai Ostaszewskiej.
W 2005 został odznaczony Srebrnym Medalem „Zasłużony Kulturze Gloria Artis”.

## Dyskografia (wybór)
- 1965 Andrzej Trzaskowski Quintet, Polskie Nagrania „Muza” XL 0258
- 1967 Seant, Andrzej Trzaskowski Sextet, PN Muza XL 0378
- 1967 Heart Włodzimierz Nahorny Trio, PN Muza XL 0452
- 1968 Ten + Eight Andrzej Kurylewicz Quintet, PN Muza XL 0439